# Mondercange
Mondercange este un oraș în Luxemburg.